# Fraise de Nîmes
La Fraise de Nîmes est une appellation de fraise française. Elle bénéficie d'une appellation protégée par indication géographique protégée (IGP).

## Histoire
La culture de la fraise dans le Gard est traditionnellement marginale avec de faibles volumes produits. En 1941, la production était de 408 quintaux dont 20 % provenait de l'aire de l'IGP.
C'est dans les années 1960 que la culture de la fraise va connaître un essor important du fait de trois acteurs :
- le Service Agricole du Gard ;
- l'INRA ;
- le Foyer Agricole de Costière.

Ces derniers pratiquèrent des essais variétaux chez les producteurs de ce territoire. Dès lors, la production augmente. En 1964, la production est de 5 000 quintaux provenant d'une soixantaine d'hectare.
Aujourd'hui, l'aire IGP concentre plus de 50 % de l'ensemble des surfaces cultivées en fraise dans le Gard.
L'INAO a approuvé le plan de contrôle relatif à l'indication géographique protégée « Fraises de Nîmes », en date du 16 février 2010. L'arrêté d'homologation a été publié le 15 juin 2012.

## Situation géographique

### Aire de l'IGP

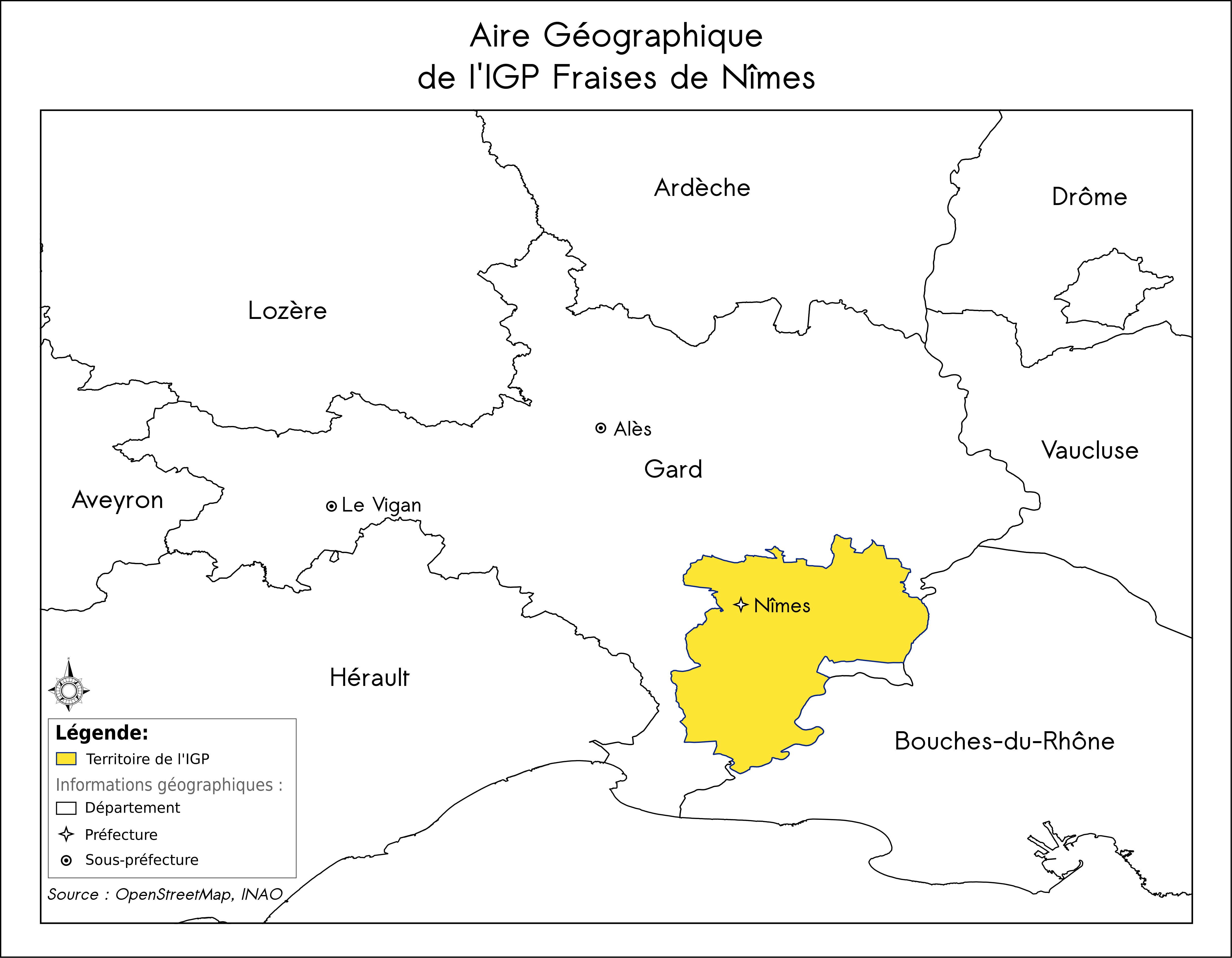
zone géographique

L'IGP est présente sur le département du Gard. 28 communes sont concernées :
Aubord, Beaucaire, Beauvoisin, Bellegarde, Bernis, Bezouce, Bouillargues, Le Cailar, Caissargues, Comps, Garons, Générac, Jonquières-Saint-Vincent, Ledenon, Manduel, Marguerittes, Meynes, Milhaud, Montfrin, Nîmes, Redessan, Rodilhan, Saint-Gervasy, Saint-Gilles, Sernhac, Uchaud, Vauvert et Vestric-et-Candiac.

### Climatologie

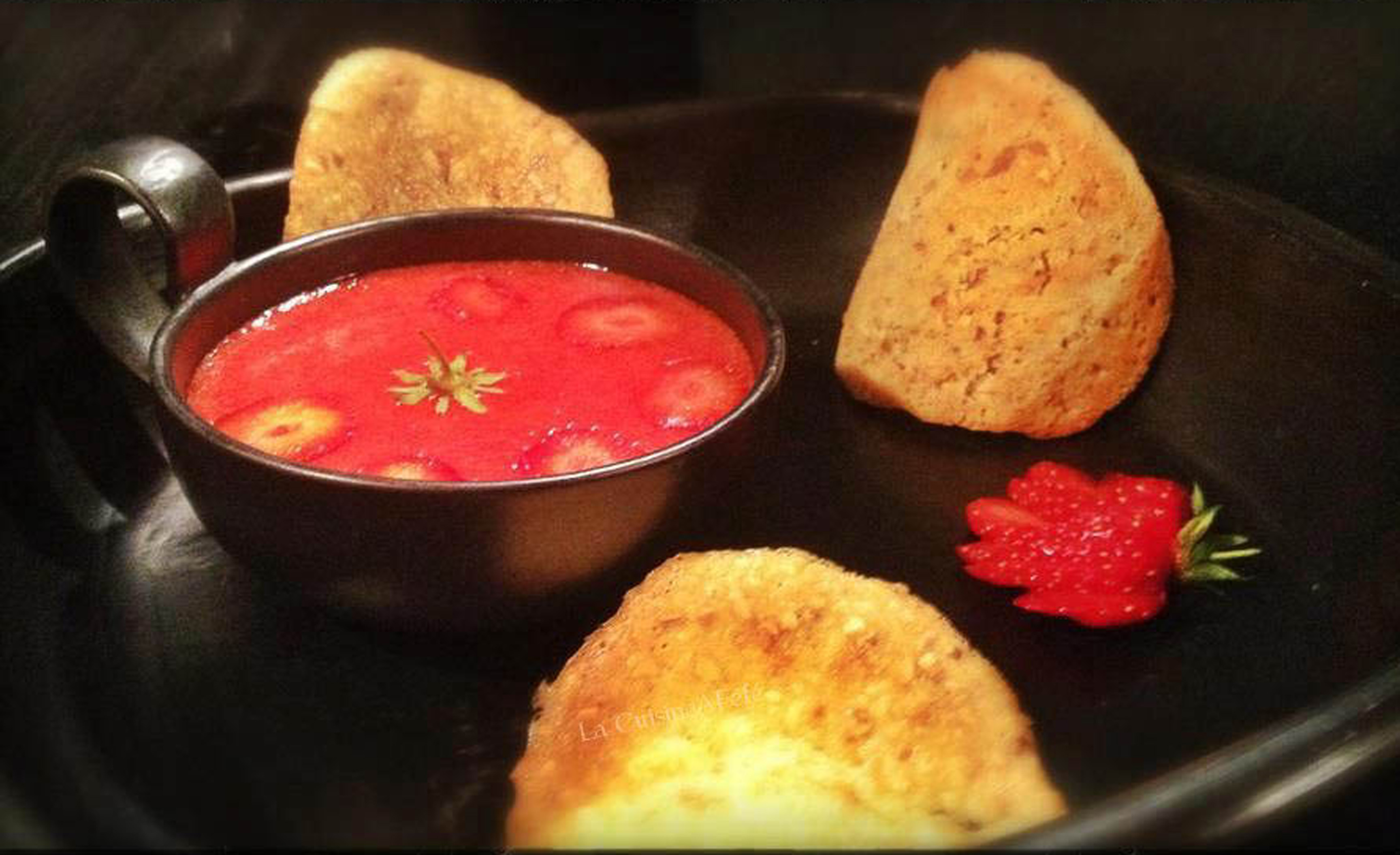
Soupe de fraises gariguettes de Nîmes

La zone IGP est dominée par un climat de type "méditerrannées sub-humide à hiver chaud et à sécheresse estivale accusée". Ce climat présente trois caractéristiques principales :
- Le vent
- Le régime des pluies
- Un ensoleillement très important (2500 h/an).

Il existe une homogénéité climatique au sein de la zone. La température moyenne est de 14,4 °C avec des variations n'excédant pas 1 °C entre le Nord et le Sud. En termes de précipitations, la moyenne est de 725 mm/an. Ces dernières se concentrent sur très peu de jours, ce qui favorise le lessivage des sols.

## La culture

### Les Variétés cultivées
2 variétés sont reconnues par le label :
- La Ciflorette
- La Gariguette